# ケナガヤチマウス属
ケナガヤチマウス属（ケナガヤチマウスぞく、Abrothrix）は、哺乳綱齧歯目キヌゲネズミ科に分類される属。

## 分類
Mus属（2018年の時点ではハツカネズミ属）の亜属として記載され、以前は本属の構成種はナンベイヤチマウス属などに分類されていた。
2008年にミトコンドリアDNAのシトクロムbの分子系統解析分子系統解析から、ウェリントンヤチマウスをオリーブヤチマウスの亜種とする説が提唱された。2015年に形態やミトコンドリアDNAのシトクロムbの分子系統解析から、A. maniiが新種記載された。
以下の分類・英名は、付記のないかぎりPatterson et al.(2015)に従う。和名は分類に変更のないかぎり、川田ら(2018)に従う。
- Abrothrix andina アンデスヤチマウス Andean soft-haired mouse
- Abrothrix hershkovitzi ハースコビッツヤチマウス Hershkovitz's soft-haired mouse
- Abrothrix illutea キタアルゼンチンヤチマウス Gray soft-haired mouse
- Abrothrix jelskii ジェルスキーヤチマウス Ornate soft-haired mouse
- Abrothrix lanosa ワタゲヤチマウス Woolly soft-haired mouse
- Abrothrix longipilis ケナガヤチマウス Long-haired soft-haired mouse（A. hirtaはシノニムとする）
- Abrothrix manii（旧サンボーンヤチネズミA. sanborniの一部個体群とされていたが、新種記載[4]）
- Abrothrix olivacea オリーブヤチマウス Olive soft-haired mouse（ウェリントンヤチマウスA. markhamiなどはシノニムとする）
- Abrothrix sanborni  Sanborn's soft-haired mouse